# Gröditz
Gröditz je město v německé spolkové zemi Sasko. Nachází se v zemském okrese Míšeň a má přibližně 6 800 obyvatel.

## Historie
První písemná zmínka o vsi pochází patrně z roku 1217, kdy je uváděn jistý Johannes de Groditz. Název Gröditz se používá od roku 1875. Roku 1967 získalo Gröditz městská práva.

## Přírodní poměry
Gröditz leží na severní hranici Saska s Braniborskem. Zemědělsky využívaná krajina je rovinatá a málo zalesněná. Územím města protékají řeky Große Röder, Kleine Röder a také vodní kanál Elsterwerda-Grödel-Floßkanal. Nádražím Gröditz prochází železniční trať Zeithain–Elsterwerda.

## Správní členění
Gröditz se dělí na 4 místní části:
- Nauwalde
- Nieska
- Schweinfurth
- Spansberg

## Pamětihodnosti
- novorománský evangelický kostel
- radnice
- Elsterwerda-Grödel-Floßkanal
- vodní věž

## Osobnosti
- Klaus Sammer (* 1942), fotbalista
- Dieter Riedel (* 1947), fotbalista